# 39566 Carllewis
A 39566 Carllewis (ideiglenes jelöléssel 1992 SQ1) a Naprendszer kisbolygóövében található aszteroida. T. Seki fedezte fel 1992. szeptember 26-án.